# Oswald von Richthofen
Oswald von Richthofen, född 13 oktober 1847 i Iași, död 17 januari 1906 i Berlin, var en tysk diplomat och politiker. Han var son till Emil von Richthofen.
Richthofen deltog som student i tyska enhetskriget 1866 och som reservofficer i fransk-tyska kriget 1870–71. Han inträdde 1875 på diplomatbanan, blev 1881 föredragande råd i utrikesministeriet och var 1885–96 Tysklands representant i egyptiska statsskuldsförvaltningsdirektionen i Kairo, där han särskilt vid de egyptiska järnvägsanläggningarna med framgång befordrade de tyska intressena. 
Richthofen blev i oktober 1896 direktor för tyska utrikesministeriets kolonialavdelning och i december 1897 understatssekreterare för utrikesärenden. I oktober 1900 blev han den till rikskansler utsedde Bernhard von Bülows efterträdare som utrikes statssekreterare och 1905 därjämte medlem av preussiska statsministeriet.